# Amar Sonar Bangla
"Amar Shonar Bangla" (bengali "Mitt gyllene Bangladesh") är sedan 1972 Bangladeshs nationalsång, med text och musik av Rabindranath Tagore.